# Volym 4 (Jan Sparrings musikalbum)
Volym 4 är ett studioalbum från 1970 av den svenska kristna sångaren Jan Sparring. Orkesterarrangemangen är gjorda av Svante Widén. Det är också han som dirigerar orkestern.

## Låtlista

### Sida 1
1. Ej det finns en sådan vän som Jesus
2. Gud är
3. Låt oss be tillsammans
4. O hur jag längtar se staden
5. En kort minut

### Sida 2
1. Gud i naturen
2. Idag vill jag sjunga
3. Jag talar med Herren om det
4. Gud förlåter dig
5. Flyttfåglarna